# 泰国银行博物馆
泰国银行博物馆（英語：Bank of Thailand Museum）是一座位于泰国曼谷的博物馆。

## 历史
1978年开工，1993年1月9日面向公众开放，位于泰国银行总部。有14个展厅，主要陈列泰国货币发展历史，2017年6月重新开放。

## 营业时间
- 周一至周五：上午九点半至下午两点